# Sopa de ninhos de andorinha

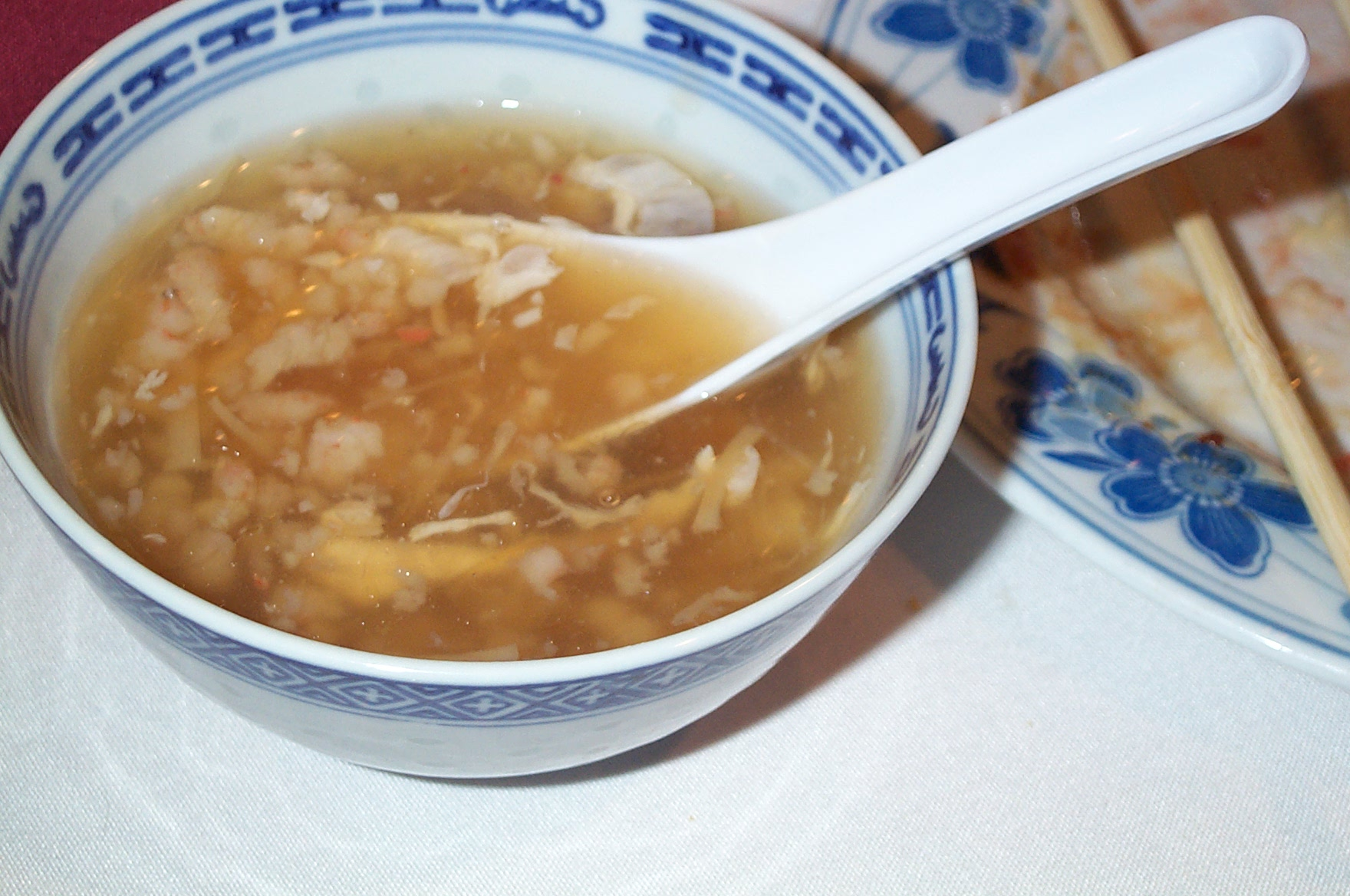
Sopa de ninho de andorinha.

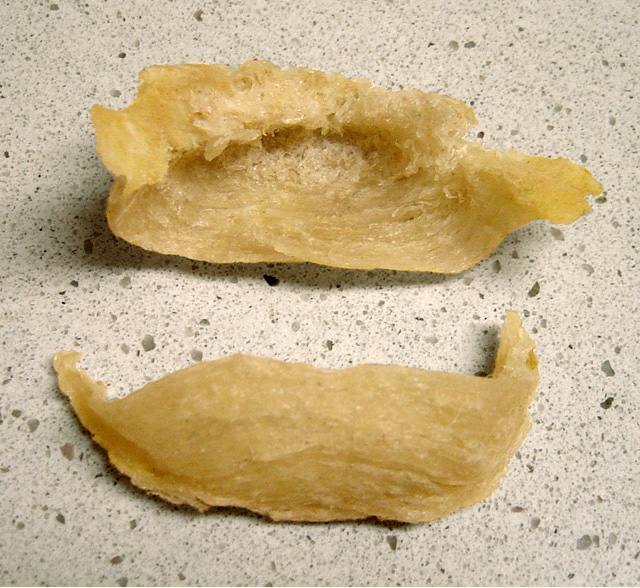
Material do ninho com que se elabora a sopa.

A sopa de ninhos de andorinha é uma especialidade da culinária da China e uma das mais caras do mundo, uma vez que é feita com os ninhos das aves de várias espécies do género Aerodramus, que são feitos quase exclusivamente com a saliva dos pássaros ( 燕窩 em língua chinesa). Os pássaros (que não são verdadeiras andorinhas) reproduzem-se em cavernas, em grandes bandos, e podem também utilizar edifícios mais ou menos fechados, pelo que a sua coleta é difícil e perigosa.  O preço de um quilo de ninhos pode atingir USD $10 mil e uma tijelinha de sopa custa USD $30-60 em Hong Kong.  Um dos aspetos que pode aumentar o preço desta iguaria é ser considerada uma espécie da medicina tradicional chinesa e um afrodisíaco. Cada ninho tem a forma e o tamanho aproximados duma orelha humana. 
A sopa é basicamente um caldo de galinha, a que se podem adicionar pedaços de frango e cogumelos, onde se cozem os ninhos; supostamente, à medida que os ninhos dissolvem vão engrossando o caldo, mas em algumas receitas, adiciona-se maizena e ovo mexido.  Os ninhos podem também ser usados para preparar um doce, cozendo-os em água e açúcar-em-pedra. 

## Ninhos de andorinha na medicina tradicional chinesa
O uso dos ninhos de Collocalia (ou Aerodramus) na medicina tradicional chinesa está documentado desde o século XVII, como um produto que supostamente atrasa o envelhecimento, promove o crescimento e melhora o sistema imunológico. Devido ao preço elevado do produto natural, começaram a aparecer no mercado substitutos, que usam glicoproteínas vegetais e até extratos de pele de porco; por essa razão, a investigação sobre a composição e efeitos dos verdadeiros ninhos de pássaros desenvolveu-se. 
O ninho de Collocalia é composto de carboidratos, aminoácidos e sais minerais; entre os carboidratos, o ácido siálico é o mais importante, tanto em termos de quantidade, como por ser conhecido como um complemento nutricional que parece melhorar a capacidade intelectual das crianças. Entre os aminoácidos, os ninhos contêm alguns, como os ácidos aspártico, glutâmico, treonina e valina, que podem ter efeitos benéficos no sistema imunológico humano. No entanto, também há indicações de que contêm um fator de crescimento da epiderme que, apesar dos seus efeitos benéficos, pode igualmente induzir o crescimento de tumores, pelo que foi contraindicado para pacientes em tratamento quimioterápico.